# 千葉銀行レインボー事件
千葉銀行レインボー事件（ちばぎんこうレインボーじけん）とは、1958年（昭和33年）に東京地検特捜部が摘発した不正融資事件の総称。

## 事件概要

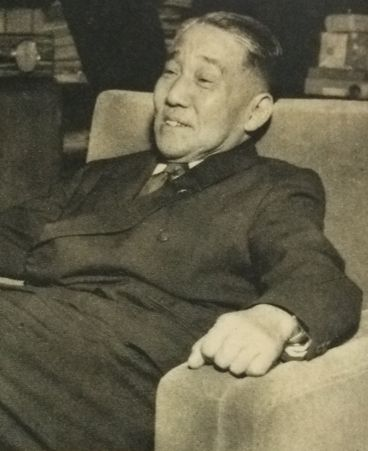
古荘四郎彦（1955年）

東京・銀座でレストラン「レインボー」を営む女社長である坂内ミノブが、千葉銀行の頭取を務めていた古荘四郎彦と知遇を得たことをきっかけとして、古荘が1950年（昭和25年）頃より、坂内の頼みによりレインボーなど坂内関連企業に対して、1955年（昭和30年）初頭頃までに、総額6億1千万円に達する融資を行い、大蔵省より警告を受けたにも拘らず、不当に低い担保で4億4千万円の融資を焦げ付かせた。
さらに、坂内が関係した会社の資本金を5千万円から、1億円に増資する際に、古荘と共謀し5千万円の払い込みがあったかのようにみせかけるため、千葉銀行東京支店（現・東京営業部）から保管金証明をもらい、1956年（昭和31年）5月法務局に対し虚偽の登記を行ったことが、商法違反（特別背任）と公正証書原本不実記載に問われ古荘、坂内らが東京地検特捜部から逮捕、起訴された。

## 裁判
第一審である東京地裁は1961年（昭和36年）4月、古荘に対し懲役3年、執行猶予3年。坂内に対し、懲役3年の実刑判決を下した。この判決に対して、坂内のみが不服として控訴したため、古荘の判決は確定した。
第二審である東京高裁は、1963年（昭和38年）11月、坂内に対して一審判決を破棄し、無罪を言い渡した。これに対して、検察側が二審判決は、共犯理論について特異な見解を示しており、大審院判例等にも反しているとして最高裁に上告した。
最高裁判所は、1965年（昭和40年）3月16日、検察側の上告を棄却する判決を下したため、坂内の無罪が確定した。

## 坂内ミノブ
1910年に新潟の資産家の末娘として生まれ、前橋高等女学校を卒業後、群馬県伊勢崎市の吉田印刷経営者・吉田庄蔵と21歳で結婚して二男一女を儲けたが、1941年ごろ子を連れて別居（1950年離婚）、吉田印刷を引き継ぎ、軍需で大儲けし、のちに三信印刷と改称して東京都文京区真砂町で経営した。1946年に長男名義で子爵牧野貞亮から芝伊皿子町の豪邸を購入して移り住み、情夫と同棲、また、雑誌『女性線』（1946年1月創刊）、『潮流』を6年ほど刊行した。1948年、中央区銀座西六丁目に、婦人子供服の仕立、装身具、食料品、美術工芸品の販売、喫茶（のちレストラン）など7種を業務内容とする株式会社レインボーを設立、1949年、同所（のち真砂町に移転）に東京三信物産株式会社を設立（三信は自身の名・ミノブに因む）、1950年には銀座四丁目に三信繊維株式会社を設立、1952年、同所に東信貿易株式会社と株式会社三信会館を設立、1955年、千代田区平河町二丁目に東京証券金融株式会社を設立し、全会社の業務を統轄経営していた（東信貿易と東京証券金融のみ代表に斉藤太郎）。1955年にはわかもと製薬創業者の長尾よねから桜新町の豪邸を購入していた。

## 事件後の千葉銀行
この事件の発覚後、「千葉銀行問題」として国会でも取り上げられ、古荘が参考人として招致されるなどしたため、千葉銀行の信用は大きく失墜。20億円（当時の総預金残高の5％に相当）の預金流出を招き、事件前地方銀行預金量順位で65行中11位だったのが事件後21位にまで転落した他、大蔵省から決算承認銀行に指定されるなど、1960年（昭和35年）代半ばまで業績は低迷した。更に参考人招致と前後して古荘が頭取を辞任、1958年（昭和33年）5月の株主総会で大半の役員も退任する事態となり、大蔵省や日本銀行から頭取や取締役を迎えざる得なくなった。特に第二代から第五代までの頭取は、実に約40年間にわたって日銀出身者が頭取を歴任するも、1997年（平成9年）にプロパーである早川恒雄が就任して以来、今日まで内部出身者が頭取に昇格している。